# 2021年日本賽馬
2021年日本賽馬（日語：2021年の日本競馬），是2021年（令和3年）日本賽馬界發生的重大事件及各項賽事的記錄。

## 重大事件概述

### 中央競馬

#### 新型冠狀病毒病影響
由於本年度新型冠狀病毒病疫情繼續肆虐日本，日本中央競馬會繼續實施限制措施，觀眾可於遵守防疫措施下有限制地進入競馬場觀戰。

#### 訓練助手及馬伕涉嫌不正當收取疫情支援金
2月17日體育報知刊登新聞，指出隸屬日本中央競馬會的訓練助手及馬伕縱然未有於疫情中受到太大影響，但仍然持續收取日本政府給予民眾的支援金。據報導涉事人士均為聽取1名於大阪府大阪市內工作的男性税務會計師的意見，以疫情期間賽事獎金減少為由向政府申請支援金。
於2月18日每日體育的報導中提到，本次事件不止1名税務會計師參與其中，當中不少税務會計師嘗試以面談、電話、電郵及通信軟件Line等方式招攬訓練助手及馬伕參與。
而於2月23日共同通信社的後續報導中提到，該名大阪市的税務會計師會與申請支援金成功後，收取顧客若7-10%的金額作為佣金。
事件曝光後，負責監督日本中央競馬會的農林水產大臣野上浩太郎於2月17日於眾議院預算委員會上接受議員質詢，當中提到將會指示日本中央競馬會徹查事件。而日本中央競馬會主席後藤正幸亦有出席委員會的質詢環節，表示會徹查事件之餘，同時亦會向日本練馬師會詢問事件的細節。就此，日本練馬師會會長橋田滿亦表示此事件事態嚴重，將會開會討論處理手法及查明涉事人員的數目。
2月18日，日本中央競馬會及日本練馬師會展開會議，當中提到各練馬師需要於翌日即2月19日開始向馬房內所有員工確認是否參與事件。以於2月24日發表的結果中得出，共有130人回答曾經參與事件，涉及金額約為1億日圓。
3月6日，日本中央競馬會於中山競馬場及阪神競馬場舉行記者會，表示調查後確認有13位騎師、19位練馬師及133位馬房員工曾以以上途經收取政府的支援金，涉及的金額為1億8983萬9222日圓。而事件發生後，49人經已向政府返還收取的支援金，剩餘114人則準備返還。
而於記者會舉行後，調查委員會亦有查出多4人曾經收取支援金，隨即勒令其返還。
7月16日，日本中央競馬會進行進度調查，表示所有涉事人員經已全數返還支援金款項。

#### 練馬師騷擾及暴力行為
1月12日騎師大塚海渡向水戶地方裁判所土浦支部提出訴訟索償，指出其所屬馬房的練馬師木村哲也多次對他辱罵及作出騷擾，使其精神受到極大傷害。據報導大塚於此期間曾多次受到木村的襲擊，包括頭部被毆打，並向茨城縣警稻敷警察署處提交2分報告。1月28日，代表大塚的律師公開訴狀，指出大塚於2020年1月墮馬受傷後的治療期間多次嘗試自殺，並被醫院診斷出有抑鬱症的徵狀。
而事件披露後木村於1月13日以書面形式向相關人士致歉，但未有案件發表任何評論。
案件的首次開庭於1月20日進行，雖然被告木村未有出庭應訊，但其透過書面形式請求駁回大塚的訴訟。
2月24日，代表大塚的原告方律師交出15件證據，證明木村對大塚存在不恰當行為。
4月9日，被告方律師向法庭提交2份反駁文件，在於否認木村對大塚並不存在權力騷擾及暴力行為，以及表示大塚的精神創傷和木村並無因果關係，主要原因在於2020年1月的墮馬事故。
歷經法律程序過後，原告方律師於6月30日向土浦區檢察廳對木村的暴力行為提出簡易刑事訴訟，並否定所有和解的可能性。
7月12日，土浦簡易裁判所經審訊過後向木村發出簡易刑事判罰命令，對其處以10萬日圓的罰款，為首次有隸屬日本中央競馬會的練馬師因襲擊行為而受到刑事處罰。
而於此事件途中，日本中央競馬會認為木村存在嚴重不當行為，因而判罰其於7月29日開始停職，包含2018年一哩冠軍賽冠軍「絕嶺之峽」在內，其管理的67匹賽駒全數轉往岩戶孝樹馬房。
另一方面，大塚於最初提出的民事訴訟最終於10月8日達成庭外和解，木村向大塚道歉及支付80萬日圓的賠償金，而大塚則表示將會將賠償金全數捐贈予致力消除辱罵性言語及暴力的相關組織。

#### 2021年福島地震影響
由於2月13日發生2021年福島地震，日本中央競馬會考慮安全下取消福島競馬場及同樣位於福島縣內的場外投注所「Wins三本木」及「J-Place大鄉」於2月14日的營業。
其後，福島競馬場內被發現天井的建築板有所脱落，地下通道及看台亦有不少受損的位置，因而日本中央競馬會宣佈將4月10日至5月2日原定於福島競馬場舉行的一系列賽事移師至新潟競馬場舉行。

#### 分級賽主要變更
春季天皇賞、秋華賞、菊花賞、京都紀念、京都牝馬錦標、讀賣盃、京都大賞典、天鵝錦標移師至阪神競馬場舉行，京都金盃、新山紀念、絲路錦標、京都新聞盃、平安錦標、葵葉錦標及鳴尾紀念移師至中京競馬場舉行，函館短途錦標及CBC賞移師至小倉競馬場舉行，皇后錦標及榆樹錦標移師至函館競馬場舉行，福島牝馬錦標移師至新潟競馬場舉行。日經新春盃改於中京競馬場草地2200米跑道舉行、如月賞改於中京競馬場草地2000米跑道舉行、京都跳欄賽改於中京競馬場障礙3900米跑道舉行、子犬座錦標改於小倉競馬場泥地1700米跑道舉行、中京紀念改於小倉競馬場草地1800米跑道舉行。葵葉錦標獲評為三級賽、東京體育盃兩歲錦標升格為二級賽。維多利亞一哩賽及安田紀念成為隆尚磨坊大賽的前哨戰。

### 地方競馬

#### 笠松競馬場相關人士違反《競馬法》
1月19日朝日新聞的報導中提到，隸屬笠松競馬場的相關人是於2019年曾多次進行投注，以及未有對投注收入報税，有逃税之嫌疑。
經過調查後，獨立調查委員會確認主要涉及逃税的人士共有10名，其亦有其他不少人士於當中賄賂及受賄，最終共對21名人士作出處罰（詳情請參閲笠松競馬場#相關人士多次違反《競馬法》事件）。

#### 門別競馬場部分區域翻新
門別競馬場的馬房區域於上世紀80年代落成，至今經已服務近40年，因而不少設施開始老化影響效率。對此，北海道競馬事務局決定對馬房區域進行裝修計劃，首階段預計2022年開始施工。

#### 騎師及練馬師踢中賽駒臉部
4月18日於帶廣競馬場舉行的2歲馬能力測試時，騎師鈴木惠介於下馬途中踢中賽駒的臉部，而此動作亦被直播錄到。事後負責舉行賽事的帶廣市政府向所有人士致歉，表示此等行為不被接受。而事件發生後鈴木亦被警告及作出停賽的處罰。
而於同日另一場2歲馬能力測試中，1名58歲的馬伕亦於其後被發現曾踢中賽駒臉部，帶廣市政府因而於4月29日向該馬伕及聘用其的練馬師鈴木邦哉作出嚴厲警告。

## 時間表

### 1月-3月
- 1月4日 - 名古屋競馬場第5場賽事出現爆冷，「三重彩」的78918.7倍賠率打破名古屋記錄。同日，四勝一級賽的「旺紫丁」、五勝一級賽的「金色夢」、上年度府中牝馬錦標冠軍「大海之女」及2019年日經電台賞冠軍「Breaking Dawn」退役。
- 1月5日 - 兩勝一級賽的「樸素無華」退役。
- 1月7日 - 佐賀縣競馬組合因積雪導致的路面凍結而暫停佐賀競馬場及其他旗下場外投注所的業務。
- 1月8日 - 佐賀縣競馬組合繼續因積雪導致的路面凍結而暫停佐賀競馬場及其他旗下場外投注所的業務。同日、場外投注所「Aiba中標津」因暴風雪暫停業務。另外，三勝一級賽的「氣自豪」退役。
- 1月9日 - 水澤競馬場因跑道凍結取消賽事。
- 1月10日 - 水澤競馬場繼續於因跑道凍結取消賽事。同日，佐賀競馬場因大雪將賽事推遲至1月12日舉行。另外，場外投注所「opsh中鄉」因大雪暫停業務。
- 1月11日 - 「WIN5」一注獨中，4億8178萬3190日圓的派彩打破記錄。同日，中山競馬第6場賽事中，頭1000米的通過時間為71.1秒，打破最慢記錄。
- 1月13日 - 2017年函館紀念冠軍「Luminous Warrior」轉籍地方，三勝分級賽的「覓奇燕子」退役。
- 1月14日 - 「Katsugeki Kitokito」勝出一哩爭霸，達成第20場分級賽頭馬，打破平地賽事最多分級賽頭馬記錄。
- 1月15日 - 專門發行園田及姬路競馬場賽事消息的馬經《競馬Kinki》宣佈將於2月4日停刊，《競馬Book》宣佈新開園田・姫路版承接業務。
- 1月16日 - 騎師幸英明出戰中京競馬場第8場賽事，達成第21000場出賽，亦為第4位達成此數字的騎師，更為最快及最年輕的達成者[1]。
- 1月20日 - 兩勝分級賽的「農神節慶」退役。
- 1月21日 - 2017年鳴尾紀念冠軍「Stay in Seattle」退役。
- 1月22日 - 石榴石賞出現爆冷，「三重彩」的202430.3倍賠率為地方競馬第四高。同日，上年度人魚錦標冠軍「Summer Scent」退役。
- 1月23日 - 日本中央競馬會因大雪取消中山競馬場的早盤投注[2]。
- 1月26日 - Thoroughbred Breeders Club宣佈引入外國種馬「Four Wheel Drive」。
- 1月27日 - 2018年NHK一哩賽冠軍「啟愛航海」轉籍澳洲。
- 1月28日 - 練馬師寺田新太郎退役。
- 1月30日 - 「紅鬚鯨」勝出東京競馬場第7場賽事，「大洋船」子嗣達成第1436場頭馬，為日本種馬中排名第七。
- 2月3日 - 三勝三級賽的「大場面」退役。
- 2月7日 - 由於2012年開始於東京競馬場以儀仗馬身份服務的「Success Brocken」將於2月21日退役。
- 2月9日 - 日本中央競馬會公佈騎師複試結果，共有8位騎師合格，當中包含2名女性古川奈穗及永島真奈美。相關牌照將於3月1生效。
- 2月11日 - 2019年考菲爾德盃冠軍「白朗冰川」退役。
- 2月12日 - 上年度產經賞冠軍「花火」及兩勝一級賽的「迪雅卓」退役。
- 2月13日 - 2017年函館兩歲錦標冠軍「Aster Pegasus」退役。
- 2月17日 - 場外投注所「Furlongs名寄」因惡劣天氣咋馬挺營業。
- 2月19日 - 特別區競馬組合表示，因為未有賽駒於指定賽事中獲得超過200分的成績，因而未有任何賽駒入選聖雅尼塔打吡出賽名單之中。
- 2月20日 - 東京競馬場第2場賽事中，隸屬田村康仁馬房的「Estrella Brain」、「Kings Hand」及「Silent Gift」包攬頭三，為1992年鑽石錦標後再一次出現此情況。同日，東京競馬場第4場賽事出現爆冷，「三重彩」的207388.9倍賠率打破東京記錄。同日，沙特盃賽馬日於沙特阿拉伯安都拉茲馬場舉行，出戰沙特打吡的「緋緋島主」取得冠軍、出戰維雅德泥地短途錦標的「活蹦雀躍」、「馬泰領空」及「俊男孩」分別取得冠軍、亞軍及第六、出戰沙特盃的「中和魔匠」取得第九。
- 2月21日 - 練馬師西浦勝一派出「Territorial」勝出小倉大賞典，達成於騎師及練馬師時代均勝出此賽事的成就。
- 2月24日 - 2019年中日新聞盃冠軍「里見紅石」退役。
- 2月25日 - 2018年雌馬賽冠軍「Liberty Heights」退役。
- 2月26日 - 2019年日本育馬場盃雌馬經典賽冠軍「精緻印刷」退役。
- 2月28日 - 騎師蛯名正義及佐久間寬志掛靴，蛯名將成為練馬師，佐久間則將成為策騎員，蛯名的榮休儀式將於所有賽事完結後舉行，8名練馬師星野忍、石坂正、田所秀孝、西浦勝一、西橋豐治、松田國英、湯窪幸雄及角居勝彥退休。同日，騎師大野拓彌出戰中山競馬場第9場賽事，達成第11000場出賽，亦為第37位達成此數字的騎師[3]。
- 3月4日 - 2016年挑戰盃冠軍「花蜜」及三勝三級賽的「探求到底」退役。
- 3月5日 - 對於上年度因出賽賽駒被驗出體內含有管制藥物雙氯芬酸而被罰款一事，練馬師大久保龍志提出上訴並向滋賀縣警草津警察署呈交搜查令，經調查過後確認服用雙氯芬酸的為出賽賽駒的廄侶，出賽賽駒是於馬房清潔不當的情況下才接觸到藥品，日本中央競馬會因而取消對大久保的罰款（詳情請參閲2020年日本賽馬#7月-9月）[4]。同日，北海道競馬事務局表示，其中1名隸屬林和弘馬房的馬伕曾對賽事進行投注違反《競馬法》第29條，林因監管不力被警告及停薪20日，該馬伕則被罰款20萬日圓及革職。
- 3月7日 - 四勝分級賽的「Princia Cometa」退役。
- 3月6日 - 騎師小澤大仁及永野猛藏分別勝出阪神競馬場第1場賽事及中山競馬場第3場賽事，2人均為初出即勝，亦為1981年以來再度有2位騎師於同日達成初出即勝的記錄。
- 3月8日 - 埼玉縣浦和競馬組合表示，騎師見越彬央及福原杏因參加社交媒體上的馬迷群組所舉辦的線下聚會，違反組合的規定，因而對2人處以停賽10日的處罰，同時亦以監管不力為由警告兩人的所屬練馬師酒井一則及水野貴史。同日，騎師小林拓未掛鞭。
- 3月10日 - 大井競馬場出現爆冷，「括號連贏」的5220.7倍及「二重彩」的13219.2倍賠率打破大井記錄。
- 3月13日 - 騎師森一馬策騎「Meisho Dassai」勝出阪神春季跳欄錦標，達成於所有競馬場均贏得跳欄分級賽的成就[5]。同日，「Prima Vista」勝出熊野特別，「真心呼喚」子嗣達成第1200場頭馬，亦為第12匹達成此成就的種馬[6]。
- 3月14日 - 騎師北澤伸也勝出中山競馬場第4場賽事，達成第147場跳欄賽頭馬，亦為第8位達成此成就的騎師[7]。同日，「WIN5」一注獨中，5億5444萬6060日圓的派彩打破記錄。另外，水澤競馬場第4場賽事結束後，1匹出賽馬掙脱並逃走，經由農地及道路奔跑約1公里路程後於返回競馬場的途中在正門被馬房員工發現並控制。
- 3月15日 - 金澤競馬場出現爆冷，「三重彩」的86379.4倍賠率打破金澤記錄。
- 3月16日 - 黑船賞投注額為6億4180萬8500日圓，打破高知競馬單場賽事投注額記錄。
- 3月19日 - 日本中央競馬會以於3月16日服用管制藥物地塞米松為由，將1匹原定於明日出戰中京競馬場第3場賽事的賽駒排除於出賽名單外。地方競馬全國協會公佈第4輪練馬師及騎師考試的結果，共有1名練馬師及格，為騎師繁田健一，而騎師則有9位合格者，當中包含2名女性。相關牌照將於4月1日生效。另外，2019年札幌兩歲錦標冠軍「超強引力」退役。
- 3月20日 - 三勝分級賽的「守諾言」退役。
- 3月21日 - 兩勝分級賽的「Meisho Tekkon」退役。
- 3月22日 - 騎師有年淳掛鞭。
- 3月23日 - 高知縣競馬組合發表聲名，鑑於騎師佐原秀泰於3月17日於馬房內對另一名騎師存在暴力行為，因而對其處以停賽10個賽馬日的處罰。
- 3月25日 - 練馬師宇野木數德退役。
- 3月28日 - 騎師川田將雅策騎「野田重擊」勝出高松宮紀念，達成第100場中央分級賽，亦為第9位達成此成就的騎師。
- 3月31日 - 場地障礙選手、騎師小牧太之長子小牧加矢太宣佈報名參與日本中央競馬會於秋季舉行的跳欄騎師考試。

### 4月-6月
- 4月3日 - 「Libre Minoru」勝出杜鵑花賞，「夏威夷王」子嗣達成第2000場頭馬，亦為第三匹達成此成就的種馬[8]。
- 4月4日 - 「麗冠花環」勝出大阪盃，出賽第6戰就贏得古馬一級賽的數字追平記錄，同時亦以422公斤的體重僅次於1987年日本盃「光榮」成為一級賽優勝馬中第二輕。
- 4月10日 - 騎師藤田菜七子、永島真奈美及古川奈穗出戰新潟競馬場第3場賽事，為自2019年8月25日藤田、麥晴欣及艾麗莎以來再有3位女騎師出戰同一場賽事，更為1998年9月13日田村真来、牧原由貴子及板倉真由子以來再有3位隸屬中央的女騎師出戰同一場賽事。
- 4月16日 - 2016年獵鷹錦標冠軍「Tosho Drafter」轉籍地方。
- 4月17日 - 騎師古川奈穗、藤田菜七子及永島真奈美於新潟競馬第7場賽事中分別獲得冠、亞、季軍，為中央賽事首次有女騎師包攬頭三。同日，兩勝二級賽的「Lion Lion」退役。
- 4月18日 - 騎師橫山武史策騎「樂透心」勝出皋月賞，以22歲3個月28日之齡僅次於1999年和田龍二成為皋月賞優勝騎師中第二年輕，亦和父親橫山典弘成為第3組制霸皋月賞的父子。
- 4月20日 - 由上年開始進行翻新工程的京都競馬場舉行奠基儀式，日本中央競馬會主席後藤正幸、日本練馬師協會主席橋田滿及日本騎師協會副主席福永祐一均有出席。
- 4月24日 - 阪神競馬場第6場賽事賽駒入場途中，騎師岩田康誠接近另一名騎師藤懸貴志並對其説出粗俗語言，事後日本中央競馬會判罰岩田停賽4個賽馬日。
- 4月25日 - 冠軍賽馬日於香港沙田馬場舉行，出戰主席短途獎的「野田重擊」跑獲第六，出戰女皇盃的「唯獨愛你」、「耀滿瓶」、「謀勇兼備」及「神業」分別取得冠軍、亞軍、季軍及殿軍。
- 4月28日 - 東京公主賞投注額為6億6913萬5600日圓，為此賽事投注額30年以來首次錄得升幅。
- 5月1日 - 原定出戰新潟競馬場第1場賽事的騎師西谷凜因調整體重失敗出現脱水的徵狀，本日及5月2日的所有座騎均需要易配，時候日本中央競馬會對其作出停賽2個賽馬日的處罰。
- 5月2日 - 「大賢王」勝出阪神競馬場第2場賽事，「大和主將」子嗣達成第1100場頭馬，亦為第17匹達成此成就的種馬。同日，騎師福永祐一策騎「世界首映」勝出春季天皇賞，達成第150場分級賽頭馬，亦為第3位達成此成就的騎師，同時亦和父親福永洋一成為第2組制霸春季天皇賞的父子[9]。
- 5月3日 - 「栗子魔咒」勝出福永洋一紀念，成為首匹獎金突破7000萬日圓的高知所屬賽駒。
- 5月5日 - 夕餉賞中，2匹賽駒於開閘後隨即將騎師甩落，其中1匹賽駒更出現逆行的情況，導致比賽途中一部分騎師需要修正座騎的方向以避免事故發生，而賽後審議則宣佈賽事成立。
- 5月7日 - 日本中央競馬會表示，1匹5月1日於阪神競馬場出戰的賽駒於賽前的4月28日曾服用管制藥物美洛昔康，按規定為保障賽駒安全，復用此消炎藥過後的短時間不能出賽，練馬師伊坂重信因疏忽管理被罰款10萬日圓。
- 5月8日 - 1間位於兵庫縣南淡路市的賽駒育成設施出現事故，1匹賽駒突然暴走並周圍衝撞，使另一匹賽駒將鞍上的員工甩落，該名員工墮馬後更被原先暴走的賽駒踢中，送院後確認不治。
- 5月9日 - 「Bonding Time」勝出新潟競馬場第6場賽事，以66公斤的增加體重打破中央優秀馬優勝馬記錄。同日，「速度大師」勝出NHK一哩賽，為繼2001年「大洋船」以來再一匹勝出此賽事的外國產馬，亦為2005年安田紀念「淺草田園」以來再一匹勝出中央一級賽的歐洲產馬及1995年日本盃「大地」以來再一匹勝出中央一級賽的德國產馬，更為首匹勝出中央一級賽的德國出生日本訓練馬。另外，位於北海道小樽市、由舊小樽競馬場改建而成的的哥爾夫球場小樽鄉村俱樂部於整地途中發現5個馬蹄鐵，經鑑定後確認為前小樽競馬場時代的馬蹄鐵。
- 5月12日 - 騎師三津谷隼人宣佈將於5月20日掛鞭，將會成為訓練助手[10]。
- 5月15日 - 「麗花村」勝出東京競馬場第5場賽事，「大震撼」子嗣大成第2400場頭馬，亦為第2匹達成此成就的種馬，更為最快的達成者[11]。同日，東京競馬場第5場次賽事3匹大熱均跑入頭三，出現3匹賽駒的「位置」賠率均為1.0倍的罕有事件。
- 5月16日 - 「WIN5」僅得兩注押中，3億591萬1340日圓的派彩為第八高。同日，神奈川縣橫濱市政府宣佈對舊根岸競馬場現存設施一等馬見所進行翻新及保育，並計劃於未來實時活化措施以重新利用。
- 5月19日 - 「Gula Shina」勝出園田競馬場第7場賽事，以626公斤的體重打破地方競馬優勝馬最重記錄。同日，由Net Dream Mass Co. Ltd.營運的資訊網站netkeiba.com宣佈將刊登所有馬經提供的信息，收費以每場賽事計算。另外，大井紀念投注額為8億882萬5100日圓，刷新此賽事塵封31年的記錄。
- 5月20日 - 原定出戰東京優駿（日本打吡）的「野田小子」因骨折退賽，為1992年此賽事最大出賽馬數目改為18匹後首次出現未能滿閘的情況。
- 5月21日 - 千葉純種馬拍賣會以線上形式舉行，於2019年7月死亡的「大震撼」僅有一匹名為「Premier Steps2019」（現名「小艇」）的子嗣上場，最終被CyberAgent社長藤田晉以歷史第5高的4億7010萬日圓購入。
- 5月23日 - 「WIN5」僅得兩注押中，2億7208萬2120日圓的派彩為第九高。同日，以法國為據點的日裔練馬師小林智派出「Tokyo Gold」勝出意大利打吡，為首位勝出次數的日裔練馬師。
- 5月26日 - 騎師高田潤及和田龍二參觀1所採用馬術治療作為手段的設施，並捐出義賣活動中籌得的72萬8228日圓以作支援退役馬。
- 5月27日 - 騎師武豐以栗東市第1棒跑者身份參與2020年夏季奧林匹克運動會的聖火傳遞。
- 5月29日 - 騎師松本大輝出戰中京競馬場第5場賽事中，於衝線前動作有明顯放緩的情況，賽後被裁定影響比賽結果而被罰停賽2個賽馬日。
- 5月30日 - 岩手縣競馬組合宣佈因應「Love Bullet」於賽事途中出現骨折並被處以安樂死一事，於本日至6月6日在水澤競馬場設置獻花台。
- 5月31日 - 大阪府大阪市水務局職員被揭發參與投注，據報涉事人員高達10人以上。
- 6月1日 - 雌馬「Puripuri Queendom」勝出浦和競馬場第5場賽事，練馬師平山真希、騎師神尾香澄及2名馬伕均為女性，為極為罕見的全女班組合。同日，「愛麗數碼」由配種馬退役。
- 6月2日 - 福島縣福島市宣佈將以騎師於比賽中穿着的綵衣作為繳納故鄉税的禮品，為全國首個以此作為禮品的地方。
- 6月4日 - 場外投注所「Aiba靜內」及「Aiba浦河」因暴風雨造成的停電而暫停業務。騎師橋本直哉出戰浦和競馬場第8場賽事中，於直路未有未有力策坐騎至終點，賽後因損害賽事公平性而被判罰停賽12日。
- 6月5日 - 北海道帶廣市政府因應「Hokusho Masaru」死亡一事，於本日至6月20日於帶廣競馬場設置獻花台。同日，兵庫縣內1間釀酒廠與立命館大學共同研發一款名為「勝利馬」的清酒，用以釀酒的米所使用的堆肥為賽駒排泄物製作而成。
- 6月6日 - 「野田賢君」勝出安田紀念，其於上場賽事以包尾第十二落敗，為繼2010年短途馬錦標「極奇妙」後第2匹在上仗取得包尾而本仗贏得一級賽的賽駒。
- 6月9日 - 日本中央競馬會裁定委員會因應上年度賽駒被驗出禁藥咖啡因一事對練馬師大竹正博召開聆訊。
- 6月10日 - 大井競馬場「三二重」僅得兩注押中，2億2813萬165日圓派彩打破記錄。同日，日本馬術聯盟公佈2020年夏季奧林匹克運動會馬術比賽的出賽成員名單，隸屬日本中央競馬會的騎師佐渡一毅及北原廣之獲選。
- 6月13日 - 八王子特別中，第十六人氣的「力大無比」跑獲冠軍，取得時隔3年3個月的勝利，「獨贏」的333.5倍賠率亦為東京第八高。
- 6月15日 - 水澤競馬場因惡劣天氣取消第11場賽事。
- 6月16日 - 日本殘疾人馬術協會公佈2020年夏季殘疾人奧林匹克運動會馬術比賽的的出賽成員名單，前騎師高嶋活士獲選。
- 6月17日 - 園田競馬場第7場賽事中，騎師大山龍太郎因誤認賽事圈數而於出閘後不斷催策座騎，第一次通過終點後隨即收慢，導致賽駒最終以包尾第九落敗，賽後賽會判處其停賽20個賽馬日，同時以監督不力為由對其所屬的練馬師坂本和也處以警告及停薪2日。同日，練馬師井上正退役。
- 6月19日 - 騎師吉田隼人出戰利尻特別，達成第12000場出賽，亦為第28位達成此數字的騎師[12]。同日，2018年挑戰盃冠軍「天域皇宮」退役。
- 6月21日 - 社台Stallion Station負責人吉田勝己宣佈，「真心呼喚」將於本年度配種季結束後由配種馬退役。
- 6月22日 - 九州1歲市場於日本輕種馬協會九州種馬場舉行，一匹名為「Terano Iroha2020」（現名「Obakeno Kinta」）的馬匹被日本中央競馬會會以破市場記錄的600萬日圓購入。
- 6月23日 - 裁定委員會判處大竹正博停職2個月，旗下所有賽駒全數轉往手塚貴久馬房。
- 6月24日 - 2016年札幌兩歲錦標冠軍「Trust」退役。
- 6月27日 - 騎師岩田康誠出戰札幌競馬場第5場賽事，達成第14000場出賽，亦為第18位達成此數字的騎師。同日，「創世駒」勝出寶塚紀念，成為第3匹三連霸大獎賽的賽駒，更為首匹三連霸大獎賽的雌馬。
- 6月29日 - 騎師岡部誠策騎「New Town Girl」勝出日本海短途錦標，達成第100場地方分級賽頭馬。同日，栗東訓練中心內出現工業意外，警方於日本時間下午3時55分左右接到1名下半身被捲入泥砂攪拌機的男性的求助，緊急送往醫院後確認不治。

### 7月-9月
- 7月1日 - 2017年朝日盃未來錦標冠軍「野田優驥」退役。
- 7月3日 - 「Escola」以1分43.8秒時間勝出小倉競馬場第3場賽事，打破日本草地1800米跑道記錄。同日，「Primo d'Arc」以1分6.4秒時間勝出戶畑特別，打破日本草地1200米跑道記錄。
- 7月4日 - 「初勁」以1分6.0秒勝出CBC賞，再度打破日本草地1200米跑道記錄。
- 7月6日 - 「Samurai Heart」由配種馬退役。同日，騎師福原杏因於昨日使用電話於Instagram直播中留言而因違反規定被判罰停賽8日。
- 7月8日 - 「Salsa Dione」勝出閃耀雌馬盃，為時隔13年再有地方競馬所屬賽駒勝出此賽事。同日，2017年三月錦標冠軍「Satono Titan」及2020年皇后錦標冠軍「赤風女俠」退役。
- 7月10日 - 「Freed」以56.8秒時間勝出小倉競馬場第12場賽事，打破中央泥地1000跑道記錄。
- 7月11日 - 「Blue Guardian」勝出福島競馬場第1場賽事，取得時隔6年6個月28日的勝利，此時間間隔亦打破記錄。同日，騎師內田博幸出戰織姬賞，達成第12000場出賽，亦為第29位達成此數字的騎師。
- 7月12日 - 騎師的場文男出戰大井競馬場第4場賽事，以64歲10個月5日打破地方競馬出賽騎師最年長記錄。同日，名古屋競馬場因雷雨取消第8場賽事。另外，精選拍賣會於北海道苫小牧市舉行，2019年7月死亡的「大震撼」共有4匹子嗣上場，成交價最貴的1匹為當時名為「Go Maggie Go2020」（現名為「Open Fire」）的馬匹，被馬主長谷川祐司以3億3000萬日圓購入。
- 7月14日 - 園田競馬場因惡劣天氣取消第5場賽事，同時推遲第6場及之後賽事的舉行時間。同日，第十二人氣的「Castle Top」勝出日本泥地打吡，為時隔4年再有地方競馬所屬賽駒贏得此賽事，而「獨贏」的129.5倍、「連贏」的382.0倍及「二重彩」的1157.1倍賠率均打破賽事記錄。另外，騎師的場文男勝出閃耀奇蹟賞，以64歲10個月7日打破地方競馬優勝騎師最年長記錄。
- 7月15日 - 門別競馬場因濃霧取消第10及11場次賽事，並將北國女王盃推遲之7月20日舉行。同日，練馬師奧高平退役。
- 7月16日 - 地方競馬全國協會公佈第一輪練馬師及騎師考試結果，未有騎師合格，共有2名練馬師合格，為副練馬師沖田明子及藤川純。相關牌照將於8月1日生效。
- 7月18日 - 騎師橫山和生策騎「東瀛天照」勝出函館紀念，和父親橫山典弘及祖父橫山富雄達成祖孫三代制霸。
- 8月2日 - 2020年夏季奧林匹克運動會馬術個人三項賽於東京都世田谷區馬事公苑舉行，參戰的戶本一真取得殿軍。
- 8月7日 - 騎師武豐出戰函館競馬場第3場賽事，達成第23000場次出賽，亦為首位達成此數字的騎師。同日，新潟競馬場第4場賽事出現爆冷，「二重彩」的3862.7倍賠率打破新潟記錄，「三重彩」的100450.3倍為新潟第四高
- 8月8日 - 「Suave Aramis」勝出榆樹錦標，「真心呼喚」子嗣達成第1258場頭馬，為第十一高的種馬。同日、騎師柴田善臣策騎「Meisho Murakumo」勝出獵豹錦標，而55歲10日之齡打破中央分級賽優勝騎師最年長記錄。
- 8月14日 - 佐賀競馬場因大雨取消本日及8月15日的賽事。同日，騎師武士澤友治出戰新潟競馬第2場賽事，達成第11000場出賽，亦為38位達成此數字的騎師。
- 8月15日 - 騎師橫山武史勝出札幌競馬場第1至4場賽事，亦為第3位達成此成就的騎師。
- 8月17日 - 美浦訓練中心北馬場B跑道因大雨塌陷，此區域隨即關，而原定如此舉行的測試的取消。
- 8月20日 - 高知競馬場現場評述員橋口浩二被診斷出慢性心臟衰竭需要休養，休養途中其工作將會由福山競馬場前現場評述員西田茂弘接替。同日，2018年兵庫冠軍錦標冠軍「T O Energy」轉籍地方。
- 8月22日 - 騎師三浦皇成出戰閃光特別，達成第10000場出賽，亦為第44位達成此數字的騎師，更為最快、最年輕的達成者。同日，「好加好」勝出北九洲紀念，為時隔16年再有九州產馬勝出中央平地分級賽，更為首匹勝出中央分級賽的熊本縣產馬。同日，「栗子魔咒」勝出建依別賞，達成勝出高知競馬場所有距離分級賽的成就。
- 8月28日 - 騎師熊澤重文策騎「Asakusa Genki」勝出小倉夏季跳欄錦標，賽駒成為打14匹同時勝出平地及跳欄分級賽的賽駒，而熊澤則達成第254場跳欄賽頭馬，追平星野忍的記錄。同日，「Hinokuni」勝出向日葵賞，生產者本田土壽牧場達成此賽事四連霸。另外，騎師橫山和生、橫山武史及橫山典弘於鄂霍次克賞中分別取得冠、亞及季軍，為中央首次出現父子三人包攬頭三。另外，高知競馬場第2場賽事出現爆冷，「單T」的10270.3倍賠率打破高知記錄。
- 8月29日 - 原定出戰本日新潟競馬場第7場賽事的「Red Peluche」於凌晨時分逃出馬房外，隨後被巡邏的警衞帶回馬房之中，由於無法確認賽駒離開馬房後的狀況，日本中央競馬會將其排除於出賽名單外，同時以疏忽管理為由對所屬練馬師宗像義忠處以3萬日圓的罰款。同日，騎師和田龍二出戰小樽特別，達成第19000場出賽，亦為第7位達成此數字的騎師[13]。另外，以澳門為基地日裔騎師中野省吾策騎「耀昌之星」勝出澳門金盃，為首位勝出此賽事的日裔騎師。
- 9月1日 - 騎師鮫島克也策騎「衝勁魅力」勝出夏日冠軍錦標，以58歲7月2日之齡打破分級賽優勝騎師地方所屬騎師最年長記錄。
- 9月2日 - 以法國為基地的日裔練馬師清水裕夫派出「Esope」勝出萊蒂大賽，取得首個分級賽優勝。
- 9月4日 - 「Conch Pearl」以1分44.8秒勝出小倉競馬場第2場賽事，打破泥地1700米跑道2歲中央記錄，而馬主前田幸大 以21歲之年齡打破中央賽事優勝馬主最年輕記錄。
- 9月5日 - 騎師五十嵐雄祐勝出小倉競馬場第1場賽事，達成第137場跳欄賽頭馬，為第十高的騎師。同日，「繁榮起飛」勝出新潟紀念，「黃金旅程」子嗣達成第113場分級賽冠軍，為第四高的種馬，而「黃金旅程」子嗣亦連續16年達成分級賽優勝，為第7匹達成此成就的種馬。
- 9月6日 - 京都府警右京警察署進行任命騎師杜滿萊為交通安全宣傳大師。
- 9月7日 - 國際賽馬組織聯盟高層進行改選，日本中央競馬會主席後藤正幸當選副主席。
- 9月9日 - 騎師佐佐木世麗勝出園田競馬場第8場賽事，達成年間第45場頭馬，打破兵庫縣競馬組合所屬新人騎師年間最多頭馬記錄。
- 9月12日 - 中山競馬場第7場賽事中，「獨贏」賠率1.1倍的「御地之驥」以第四落敗，為時隔2年再有此賠率的賽駒未能跑入位置之內。同日，福伊錦標於法國巴黎隆尚馬場舉行，出戰的「緣厚情摯」取得冠軍。
- 9月15日 - 兩勝三級賽的「火之呼喚」退役。
- 9月17日 - 日本中央競馬會因超強颱風燦都接近取消中京競馬場的晚間早盤發售。
- 9月18日 - 騎師福永祐一勝出中京競馬場第4場賽事，達成年間第100場頭馬，亦以連續12年達成年間100場或以上頭馬打破記錄。同日，騎師岩永千明因攜帶通信機器而被即日停賽，後續的停賽日期佐賀縣競馬組合會在開會討論。另外，以加拿大作為據點的日裔騎師福元大輔策騎「Town Cruise」勝出活拜一哩錦標，取得首個一級賽優勝。
- 9月19日 - 騎師松山弘平出戰中京競馬場第6場賽事，達成第10000場出賽，亦為第45位達成此成就的騎師，更為最快及最年輕的達成者。
- 9月20日 - 騎師高橋潤出戰中山競馬場第1場賽事後突然感到頭痛，緊急送院後確認為蛛網膜下腔出血，詳細檢查過後無其他問題。同日，大井競馬場第1場賽事出現爆冷，「二重彩」的14035.5倍賠率打破大井記錄。
- 9月21日 - 「超常駿驥」由配種馬退役。
- 9月24日 - 日本中央競馬會表示，於8月29日發現一段懷疑馬房員工參與在內的賽事預想影片被發佈在網上，9月2日調查過後確認身份並於9月9日召開的第一次裁決委員會上勒令該名員工提交書面解釋。但因於限期過後仍未收到而於本日召開第二次裁決委員會，決定以違反《競馬施行規定》第10章第147條第19項對該名員工罰款50萬日圓及對其所屬練馬師作出警告。
- 9月26日 - 「瑪蓮必勝」及「滿謝意」於產經賞中分別跑獲冠及亞軍，為中央分級賽第3次出現同主同色帽馬包攬頭二。
- 9月29日 - 「Salsa Dione」勝出日本電視盃，成為首匹勝出此賽事的雌馬。
- 9月30日 - 預訂出戰10月3日短途馬錦標的16匹賽駒全數隸屬於栗東訓練中心，為2015年二月錦標後再次出現一級賽參戰馬全數為關西馬，而草地一級賽更為1992年日本盃後首次。

### 10月-12月
- 10月1日 - 船橋競馬場因超強颱風蒲公英吹襲而取消第5場及之後的賽事。
- 10月2日 - 騎師鄉間勇太出戰高知競馬場第10場賽事，達成第5000場地地方出賽。
- 10月3日 - 「妙發靈機」勝出短途馬錦標，2007年「真弓快車」以來首匹勝出此賽事的3歲馬，更為1998年「礦之戀」以來首匹勝出此賽事的3歲雄馬，同時亦和其父系「滿樂時」、祖父「銀幕英雄」及曾祖父「草上飛」達成首組祖孫四代一級賽制霸。同日，騎師濱中俊策騎「險峰懸壁」出戰同一賽事，達成第10000場出賽，亦為第46位達成此數字的騎師。
- 10月6日 - 2019年紫苑錦標冠軍「實力比試」退役。
- 10月7日 - 日本中央競馬會公佈練馬師及騎師考試初試的結果，共有22位練馬師及1位騎師進入複試。
- 10月9日 - 沙特阿拉伯皇家盃為大熱包攬前三，「單T」的1.9賠率最平分級賽最低記錄。同日，練馬師矢作芳人宣佈，上年度三冠馬王、由其管理的賽駒「鐵鳥翱天」將於出戰秋季天皇賞及日本盃後退役。另外，2017年新潟大賞典冠軍「Sunday Wizard」退役。
- 10月10日 - 騎師川田將雅出戰東京競馬場第5場賽事，達成第11000場出賽，亦為第39位達成此數字的騎師。同日，為紀念9月30日逝世的作曲家椙山浩一，日本中央競馬會更改每日王冠的入場曲並將開場小號僅換為一級賽是使用的版本。另外，「豐收節」勝出京都大賞典，取得時間5年28日的勝利，此時間間隔打破一級賽優勝馬記錄。
- 10月13日 - 社台Stallion Station宣佈引入本屆二千堅尼錦標及聖詹姆士皇宮錦標冠軍「詩情綻放」作為配種馬使用。同日，四勝一級賽的「Chrysoberyle」退役。
- 10月17日 - 騎師藤田菜七子出戰新潟競馬場第2場賽事出閘後受傷，檢查後確定左鎖骨骨折，時候調查發現為被繮繩較硬部分擊中。同日，「Love and Pop」勝出東京跳欄賽，距離其上次出賽時隔1年4個月，此時間間隔打破分級賽優勝馬記錄。
- 10月20日 - 2019年妖精錦標冠軍「純潔女兒」退役。
- 10月22日 - 本屆北九州紀念冠軍「好加好」因左腳第一趾節籽骨骨折而退役。
- 10月24日 - 騎師熊澤重文出戰新潟競馬第4場賽事，以第255場跳欄賽頭馬打破記錄。
- 10月28日 - 「名將森遜」由配種馬退役。
- 10月30日 - 「Paris Karanotegami」及「T M Condor」於新潟競馬場第4場賽事分別取得冠軍及亞軍，為時隔6年5個月再有10歲馬包攬頭二。同日，騎師岩田康誠信及岩田望來於阪神競馬第4、6及7場賽事均包攬頭二，為中央競馬首次有父子於同日多場包攬頭二。另外，「摩天威獅」勝出阪神競馬場第5場賽事，「真心呼喚」子嗣達成第1273場頭馬，為種馬中第十高。此外，騎師杜滿萊策騎「Circle of Life」勝出月神錦標，達成第100場中央分級賽，亦為第10位達成此成就的騎師[14]。
- 10月31日 - 騎師橫山武史策騎「樂透心」勝出秋季天皇賞，賽駒成為繼2002年「吉兆」以來再一匹勝出此賽事的3歲馬，而橫山則和其父親橫山典弘及祖父橫山富雄成為首組秋季天皇賞祖孫三代制霸。
- 11月3日 - 「Mutually」勝出日本育馬場盃經典賽，為首匹勝出此賽事的地方競馬所屬賽駒。
- 11月4日 - 大紅牧場宣佈引入外國種馬「拼百圖」。同日，本屆日經新春盃冠軍「邁步前行」退役。
- 11月5日 - Sunday Racing Co. Ltd.表示，四勝一級賽、由其擁有的賽駒「創世駒」將以有馬紀念作為退役戰。同日，兩勝分級賽的「逃學修治」退役。
- 11月6日 - 練馬師武幸四郎派出、騎師武豐策騎「水蝶舞」勝出夢幻錦標，此兄弟組合首次搭檔取得分級賽冠軍。同日，育馬者盃系列賽事於美國德爾馬馬場舉行，出戰育馬者盃短途大賽的「馬泰領空」取得第五、出戰育馬者盃一哩大賽的「陳年美酒」取得第十二、出戰育馬者盃泥地一哩大賽的「瑰寶古城」及「碧翠殿下」分別取得第七及第八、出戰育馬者盃雌馬草地大賽的「唯獨愛你」取得冠軍、出戰育馬者盃雌馬大賽的「Marche Lorraine」取得冠軍，為日本賽駒首次勝出育馬者盃系列賽事。
- 11月7日 - 「威信英明」勝出阿根廷共和國盃，成功連霸此賽事，為時隔38年再有賽駒達成連霸。
- 11月10日 - 騎師佐佐木世麗勝出園田競馬場第3場賽事，達成年間第67場頭馬，打破地方競馬新人女騎師年間最多頭馬記錄。
- 11月14日 - 女皇伊利沙伯二世盃出現爆冷，「單T」的2827.1倍及「三重彩」的33939.6倍賠率打破賽事記錄。
- 11月17日 - 2019年武藏野錦標冠軍「Wonder Lider」及兩勝分級賽的「Lord Golazo」退役。
- 11月18日 - 騎師宮下瞳勝出名古屋競馬場第2場賽事，達成第1000場頭馬，亦為首位達成此成就的女騎師。同日，上年度每日盃冠軍「里見名言」退役。
- 11月19日 - 地方競馬全國協會公佈第三輪練馬師及騎師考試，騎師無人合格，練馬師共有3人合格，為騎師別府真衣、鮫島克也及真島正德。同日，騎師吉田順治及岩永千明宣佈將於11月30日掛鞭。大井競馬場於Make New Way賞首次施行左轉賽事，為世界目前唯一一個均可舉辦左右轉賽事的競馬場。
- 11月21日 - 「勝滿貫」勝出東京競馬場第3場賽事，「大震撼」子嗣達成第2500場出賽，亦為第2匹達成此成就的種馬，更為為最快的達成者。騎師柴田大知出戰南武特別，達成第11000場出賽，亦為第40位達成此數字的騎師[15]。另外，「放聲歡呼」勝出一哩冠軍賽，成為第6匹總獎金打破10億日圓的雌馬，更成為1984年導入分級制後首匹四勝古馬一哩一級賽的賽駒。
- 11月22日 - 盛岡競馬場因濃霧取消第11場及之後的賽事。
- 11月23日 - 兵庫縣競馬組合表示，1名印度籍的馬伕因為違反《競馬法》第29條而被兵庫縣警西脇警察署拘捕，調查後發現共計於3日內作出1萬7200日圓的投注。
- 11月23日 - DMM Dream Co. Ltd.宣佈，三勝一級賽、由其擁有的賽駒「唯獨愛你」將以香港盃作為退役戰。
- 11月25日 - 兩勝分級賽的「世界首映」退役。
- 11月26日 - 騎師館澤直央掛鞭。
- 11月28日 - 兩勝三級賽的「馬泰領空」退役。
- 11月30日 - 練馬師安田翔伍宣佈，三連霸東京大賞典、由其管理的賽駒「Omega Perfume」將以東京大賞典作為退役戰。練馬師惠多谷豐及谷口常信退役。
- 12月2日 - 上年度絲路錦標冠軍「有志竟成」退役。
- 12月3日 - 2019年阿根廷共和國盃冠軍「萬分感謝」退役。
- 12月4日 - 四勝分級賽的「由零開始」轉籍地方，五勝一級賽的「鐵鳥翱天」退役。
- 12月5日 - 以加拿大為據點的日裔騎師木村和士以138場頭馬成為加拿大冠軍騎師，為首位達成此成就的日裔騎師。
- 12月8日 - 2019年雌馬賽冠軍「矢志奪標」退役。
- 12月9日 - 日本中央競馬會公佈練馬師複試結果，共有5位練馬師合格，包括騎師嘉藤貴行及策騎員西園翔太（西園正都的哲嗣）和上原佑紀（上原博之的哲嗣）。相關牌照將於1月1日生效。
- 12月11日 - 騎師岩田康誠策騎「湘南山城」勝出中日新聞盃，達成第100場中央分級賽頭馬，亦為第11位達成此數字的騎師[16]。同日，日本時間晚上10時30分左右，1名隸屬浦和競馬場的39歲男性馬伕於埼玉縣埼玉市內的小食店內突然用火燒傷同為馬伕的21歲男子的背部並造成嚴重傷害，該名39歲男性翌日被埼玉縣岩槻警察署以殺人未遂逮捕。
- 12月12日 - 騎師杜滿萊策騎「Circle of Life」勝出阪神兩歲牝馬錦標，成為第2位勝出所有2歲一級賽的騎師，亦和弟弟杜滿樂成為第2對制霸此賽事的兄弟。同日，香港國際賽事於香港沙田馬場舉行，出戰香港瓶的「耀滿瓶」及「愚者眼界」分別取得冠軍及第五、出戰香港短途錦標的「拉丁城市」、「野田重擊」及「妙發靈機」分別取得亞軍、第八及比賽中止、出戰香港一哩錦標的「戰舞者」、「冠軍車手」、「野田賢君」及「陳年美酒」分別取得季軍、第五、第六及第八、出戰香港盃的「唯獨愛你」、「滂薄無比」及「麗冠花環」分別取得冠軍、亞軍及第六。
- 12月14日 - 練馬師吉井敏雄退役。
- 12月15日 - 上年度高松宮紀念冠軍「魔族閃焰」退役。
- 12月17日 - 日本中央競馬會因大雪取消阪神競馬場及中京競馬場的晚間早盤投注[17]。
- 12月19日 - 騎師橫山武史勝出中山競馬場第6場賽事，達成個人首次年間100場頭馬。同日，水澤競馬場因跑道狀態惡花取消第3場及之後的賽事。
- 12月20日 - 水澤競馬場因跑道狀態惡花取消第4場及之後的賽事。
- 12月21日 - 水澤競馬場因跑道狀態未恢復取消賽事。同日，隸屬埼玉縣浦和競馬組合的野田訓練中心內的馬房因為上層的宿舍排水不良出現漏水，埼玉縣浦和競馬組合未能確保水中是否含有雜質，為確保賽事公平下將3匹賽駒排除於出賽名單外。另外，埼玉縣地方檢察廳決定不起訴該名被控告殺人未遂的39歲男性馬伕，但未有説明原因。此外，2019年京都錦標冠軍「Vengeance」退役。
- 12月22日 - 本屆安田紀念冠軍「野田賢君」、2019年制霸春秋一哩賽的「冠軍車手」、六勝一級賽的「放聲歡呼」及兩勝三級賽的「菲亞諾」退役。
- 12月23日 - 據朝日新聞報導，9名日本中央競馬會管理層職員被發現存在於棒球賽事賭博的行為，日本中央競馬會隨即表示經已於11月下旬對涉事職員停職3日，並於12月上旬向農林水產省遞交了報告。同日，1匹出戰浦和競馬場第12場賽事的賽駒於出馬表上被表記為雄馬，但於裝鞍所檢查時發覺實則為閹馬，但由於此錯誤未影響負磅且於賽前發現，因而賽駒可順利出賽。另外，兩勝一級賽的「野田重擊」退役。
- 12月24日 - 兩勝三級賽事的「嬌花吐艷」退役。
- 12月25日 - 騎師橫山武史出戰中山競馬場第5場賽事中，於終點線前的動作明顯放緩，因而賽後以未有力策座騎至終點被判罰停賽2個賽馬日。同日，2017年短途馬錦標冠軍「特色星雲」退役。另外，日本中央競馬會因大雪取消阪神競馬場晚間早盤投注。
- 12月26日 - 水澤競馬場因大雪取消賽事。
- 12月27日 - 同日，金澤競馬場因大雪將賽事推遲至12月28日舉行。同日，笠松競馬場因大雪取消5場及之後的賽事。另外，見習騎師系列賽最終輪大井第2戰中取現墮馬意外，共計4匹賽駒因騎師墮馬而被判中止，騎師兼子千央頭部受傷、古岡勇樹右耳挫傷及頸部疼痛、岡遼太郎左腳小腿及頸部疼痛、若杉朝飛則未有大礙。
- 12月28日 - 場外投注所「Wins津輕」因天氣不佳而推遲營業開始時間。同日，騎師勝浦正樹出戰中山競馬場第6場賽事，達成第15000場出賽，亦為第16位達成此數字的騎師。另外，四勝一級賽的「創世駒」退役。
- 12月29日 - 東京大賞典投注額為69億5320萬8900日圓，打破地方競馬單場賽事投注額記錄，而大井競馬場全日的104億4805萬4290日圓投注額亦打破地方競馬記錄，僅為地方競馬首次全日投注額超過100億萬日圓。
- 12月30日 - 帶廣競馬場全日錄得7億1969萬1900日圓投注額，打破歷史以來的記錄。
- 12月31日 - 水澤競馬場因為大雪取消第4及7場賽事。

## 各賽事結果

### 中央競馬・平地一級賽
| 賽事名                         | 賽事名                         | 賽事名                         | 優勝馬         | 性齡 | 騎師                          | 練馬師                        | 所屬    |
| 月日                           | 馬場                           | 距離                           | 優勝馬         | 性齡 | 馬主                          | 馬主                          | 時間    |
| ------------------------------ | ------------------------------ | ------------------------------ | -------------- | ---- | ----------------------------- | ----------------------------- | ------- |
| 第38回二月錦標                 | 第38回二月錦標                 | 第38回二月錦標                 | 法老茶座       | 雄4  | 李慕華                        | 堀宣行                        | JRA美浦 |
| 2月21日                        | 東京競馬場                     | 泥1600米                       | 法老茶座       | 雄4  | 西川光一                      | 西川光一                      | 1:34.4  |
| 第51回高松宮紀念               | 第51回高松宮紀念               | 第51回高松宮紀念               | 野田重擊       | 雄6  | 川田將雅                      | 安田隆行                      | JRA栗東 |
| 3月28日                        | 中京競馬場                     | 草1200米                       | 野田重擊       | 雄6  | Danox Co Ltd                  | Danox Co Ltd                  | 1:09.2  |
| 第65回大阪盃                   | 第65回大阪盃                   | 第65回大阪盃                   | 麗冠花環       | 雌4  | 川田將雅                      | 高野友和                      | JRA栗東 |
| 4月4日                         | 阪神競馬場                     | 草2000米                       | 麗冠花環       | 雌4  | Carrot Farm Co Ltd            | Carrot Farm Co Ltd            | 2:01.6  |
| 第81回櫻花賞                   | 第81回櫻花賞                   | 第81回櫻花賞                   | 純淨之輝       | 雌3  | 吉田隼人                      | 須貝尚介                      | JRA栗東 |
| 4月11日                        | 阪神競馬場                     | 草1600米                       | 純淨之輝       | 雌3  | 金子真人控股                  | 金子真人控股                  | 1:31.1  |
| 第81回皋月賞                   | 第81回皋月賞                   | 第81回皋月賞                   | 樂透心         | 雄3  | 橫山武史                      | 鹿戶雄一                      | JRA美浦 |
| 4月18日                        | 中山競馬場                     | 草2000米                       | 樂透心         | 雄3  | Carrot Farm Co Ltd            | Carrot Farm Co Ltd            | 2:00.6  |
| 第163回春季天皇賞              | 第163回春季天皇賞              | 第163回春季天皇賞              | 世界首映       | 雄5  | 福永祐一                      | 友道康夫                      | JRA栗東 |
| 5月2日                         | 阪神競馬場                     | 草3200米                       | 世界首映       | 雄5  | 大塚亮一                      | 大塚亮一                      | 3:14.7  |
| 第26回NHK一哩賽                | 第26回NHK一哩賽                | 第26回NHK一哩賽                | 速度大師       | 雄3  | 李慕華                        | 手塚貴久                      | JRA美浦 |
| 5月9日                         | 東京競馬場                     | 草1600米                       | 速度大師       | 雄3  | Sunday Racing Co Ltd          | Sunday Racing Co Ltd          | 1:31.6  |
| 第16回維多利亞一哩賽           | 第16回維多利亞一哩賽           | 第16回維多利亞一哩賽           | 放聲歡呼       | 雌5  | 李慕華                        | 藤澤和雄                      | JRA美浦 |
| 5月16日                        | 東京競馬場                     | 草1600米                       | 放聲歡呼       | 雌5  | Sunday Racing Co Ltd          | Sunday Racing Co Ltd          | 1:31.0  |
| 第82回優駿牝馬（日本橡樹大賽） | 第82回優駿牝馬（日本橡樹大賽） | 第82回優駿牝馬（日本橡樹大賽） | 安身立命       | 雌3  | 杜滿萊                        | 手塚貴久                      | JPA美浦 |
| 5月23日                        | 東京競馬場                     | 草2400米                       | 安身立命       | 雌3  | Thoroughbred Club Ruffian Ltd | Thoroughbred Club Ruffian Ltd | 2:24.5  |
| 第88回東京優駿（日本打吡）     | 第88回東京優駿（日本打吡）     | 第88回東京優駿（日本打吡）     | 大帝           | 雄3  | 福永祐一                      | 藤原英昭                      | JRA栗東 |
| 5月30日                        | 東京競馬場                     | 草2400米                       | 大帝           | 雄3  | Sunday Racing Co Ltd          | Sunday Racing Co Ltd          | 2:22.5  |
| 第71回安田紀念                 | 第71回安田紀念                 | 第71回安田紀念                 | 野田賢君       | 雄5  | 川田將雅                      | 萩原清                        | JRA美浦 |
| 6月6日                         | 東京競馬場                     | 草1600米                       | 野田賢君       | 雄5  | Danox Co Ltd                  | Danox Co Ltd                  | 1:31.7  |
| 第62回寶塚紀念                 | 第62回寶塚紀念                 | 第62回寶塚紀念                 | 創世駒         | 雌5  | 李慕華                        | 齊藤崇史                      | JRA栗東 |
| 6月27日                        | 阪神競馬場                     | 草2200米                       | 創世駒         | 雌5  | Sunday Racing Co Ltd          | Sunday Racing Co Ltd          | 2:10.9  |
| 第55回短途馬錦標               | 第55回短途馬錦標               | 第55回短途馬錦標               | 妙發靈機       | 雄3  | 福永祐一                      | 音無秀孝                      | JRA栗東 |
| 10月3日                        | 中山競馬場                     | 草1200米                       | 妙發靈機       | 雄3  | Silk Racing Co Ltd            | Silk Racing Co Ltd            | 1:07.1  |
| 第26回秋華賞                   | 第26回秋華賞                   | 第26回秋華賞                   | 赤鳥之女       | 雌3  | 戶崎圭太                      | 國枝榮                        | JRA美浦 |
| 10月17日                       | 阪神競馬場                     | 草2000米                       | 赤鳥之女       | 雌3  | 金子真人控股                  | 金子真人控股                  | 2:01.2  |
| 第82回菊花賞                   | 第82回菊花賞                   | 第82回菊花賞                   | 領銜           | 雄3  | 横山武史                      | 栗田徹                        | JRA美浦 |
| 10月24日                       | 阪神競馬場                     | 草3000米                       | 領銜           | 雄3  | 山田弘                        | 山田弘                        | 3:04.6  |
| 第164回秋季天皇賞              | 第164回秋季天皇賞              | 第164回秋季天皇賞              | 樂透心         | 雄3  | 橫山武史                      | 鹿戶雄一                      | JRA美浦 |
| 10月31日                       | 東京競馬場                     | 草2000米                       | 樂透心         | 雄3  | Carrot Farm Co Ltd            | Carrot Farm Co Ltd            | 1:57.9  |
| 第46回女皇伊利沙伯二世盃       | 第46回女皇伊利沙伯二世盃       | 第46回女皇伊利沙伯二世盃       | 紅線情牽       | 雌4  | 幸英明                        | 中竹和也                      | JRA栗東 |
| 11月14日                       | 阪神競馬場                     | 草2200米                       | 紅線情牽       | 雌4  | 岡浩二                        | 岡浩二                        | 2:12.1  |
| 第38回一哩冠軍賽               | 第38回一哩冠軍賽               | 第38回一哩冠軍賽               | 放聲歡呼       | 雌5  | 李慕華                        | 藤澤和雄                      | JRA美浦 |
| 11月21日                       | 阪神競馬場                     | 草1600米                       | 放聲歡呼       | 雌5  | Sunday Racing Co Ltd          | Sunday Racing Co Ltd          | 1:32.6  |
| 第41回日本盃                   | 第41回日本盃                   | 第41回日本盃                   | 鐵鳥翱天       | 雄4  | 福永祐一                      | 矢作芳人                      | JRA栗東 |
| 11月28日                       | 東京競馬場                     | 草2400米                       | 鐵鳥翱天       | 雄4  | 前田晉二                      | 前田晉二                      | 2:24.7  |
| 第22回日本冠軍盃               | 第22回日本冠軍盃               | 第22回日本冠軍盃               | 宏觀角度       | 雄4  | 松山弘平                      | 高柳大輔                      | JRA栗東 |
| 12月5日                        | 中京競馬場                     | 泥1800米                       | 宏觀角度       | 雄4  | 小笹公也                      | 小笹公也                      | 1:49.7  |
| 第73回阪神兩歲牝馬錦標         | 第73回阪神兩歲牝馬錦標         | 第73回阪神兩歲牝馬錦標         | Circle of Life | 牝2  | 杜滿萊                        | 國枝榮                        | JRA美浦 |
| 12月12日                       | 阪神競馬場                     | 草1600米                       | Circle of Life | 牝2  | 飯田正剛                      | 飯田正剛                      | 1:33.8  |
| 第73回朝日盃未來錦標           | 第73回朝日盃未來錦標           | 第73回朝日盃未來錦標           | 勝局在望       | 雄2  | 武豐                          | 友道康夫                      | JRA栗東 |
| 12月19日                       | 阪神競馬場                     | 草1600米                       | 勝局在望       | 雄2  | Kieffers Co Ltd               | Kieffers Co Ltd               | 1:33.5  |
| 第66回有馬紀念                 | 第66回有馬紀念                 | 第66回有馬紀念                 | 樂透心         | 雄3  | 橫山武史                      | 鹿戶雄一                      | JRA美浦 |
| 12月26日                       | 中山競馬場                     | 草2500米                       | 樂透心         | 雄3  | Carrot Farm Co Ltd            | Carrot Farm Co Ltd            | 2:32.0  |
| 第38回希望錦標                 | 第38回希望錦標                 | 第38回希望錦標                 | 絕技           | 雄2  | 横山武史                      | 齊藤崇史                      | JRA栗東 |
| 12月28日                       | 中山競馬場                     | 草2000米                       | 絕技           | 雄2  | Carrot Farm Co Ltd            | Carrot Farm Co Ltd            | 2:00.6  |

### 中央競馬・跳欄一級賽
| 賽事名             | 賽事名             | 賽事名             | 優勝馬        | 性齡 | 騎師          | 練馬師        | 所屬    |
| 月日               | 馬場               | 距離               | 優勝馬        | 性齡 | 馬主          | 馬主          | 時間    |
| ------------------ | ------------------ | ------------------ | ------------- | ---- | ------------- | ------------- | ------- |
| 第23回中山跳欄大賽 | 第23回中山跳欄大賽 | 第23回中山跳欄大賽 | Meisho Dassai | 雄8  | 森一馬        | 飯田祐史      | JRA栗東 |
| 4月17日            | 中山競馬場         | 障4250米           | Meisho Dassai | 雄8  | 松本好雄      | 松本好雄      | 4:50.1  |
| 第144回中山大障礙  | 第144回中山大障礙  | 第144回中山大障礙  | 長山之馬      | 雄10 | 石神深一      | 和田正一郎    | JRA美浦 |
| 12月25日           | 中山競馬場         | 障4100米           | 長山之馬      | 雄10 | Chosan Co Ltd | Chosan Co Ltd | 4:46.6  |

### 地方競馬・一級賽
| 賽事名                       | 賽事名                       | 賽事名                       | 優勝馬         | 性齡 | 騎師                      | 練馬師                    | 所屬       |
| 月日                         | 馬場                         | 距離                         | 優勝馬         | 性齡 | 馬主                      | 馬主                      | 時間       |
| ---------------------------- | ---------------------------- | ---------------------------- | -------------- | ---- | ------------------------- | ------------------------- | ---------- |
| 第70回川崎紀念               | 第70回川崎紀念               | 第70回川崎紀念               | Casino Foutain | 雄5  | 張田昂                    | 山下貴之                  | 南關東船橋 |
| 1月27日                      | 川崎競馬場                   | 泥2100米                     | Casino Foutain | 雄5  | 吉橋興生                  | 吉橋興生                  | 2:14.9     |
| 第33回柏市紀念               | 第33回柏市紀念               | 第33回柏市紀念               | Casino Foutain | 雄5  | 張田昂                    | 山下貴之                  | 南關東船橋 |
| 5月5日                       | 船橋競馬場                   | 泥1600米                     | Casino Foutain | 雄5  | 吉橋興生                  | 吉橋興生                  | 1:39.3     |
| 第44回帝王賞                 | 第44回帝王賞                 | 第44回帝王賞                 | 宏觀角度       | 雄4  | 松山弘平                  | 高柳大輔                  | JRA栗東    |
| 6月30日                      | 大井競馬場                   | 泥2000米                     | 宏觀角度       | 雄4  | 小笹公也                  | 小笹公也                  | 2:02.7     |
| 第23回日本泥地打吡           | 第23回日本泥地打吡           | 第23回日本泥地打吡           | Castle Top     | 雄3  | 仲野光馬                  | 涉谷信博                  | 南關東船橋 |
| 7月8日                       | 大井競馬場                   | 泥2000米                     | Castle Top     | 雄3  | 城市公                    | 城市公                    | 2:05.9     |
| 第34回一哩冠軍南部盃         | 第34回一哩冠軍南部盃         | 第34回一哩冠軍南部盃         | Arctos         | 雄6  | 田邊裕信                  | 栗田徹                    | JRA美浦    |
| 10月12日                     | 盛岡競馬場                   | 泥1800米                     | Arctos         | 雄6  | 山口功一郎                | 山口功一郎                | 1:35.3     |
| 第11回日本育馬場盃雌馬經典賽 | 第11回日本育馬場盃雌馬經典賽 | 第11回日本育馬場盃雌馬經典賽 | Teorema        | 雌5  | 川田將雅                  | 石坂公一                  | JRA栗東    |
| 11月3日                      | 金澤競馬場                   | 泥1500米                     | Teorema        | 雌5  | 水上行雄                  | 水上行雄                  | 1:32.1     |
| 第21回日本育馬場盃短途賽     | 第21回日本育馬場盃短途賽     | 第21回日本育馬場盃短途賽     | 熱望           | 雄5  | 川田將雅                  | 安田隆行                  | JRA栗東    |
| 11月3日                      | 金澤競馬場                   | 泥1400米                     | 熱望           | 雄5  | Tokyo Horse Racing Co Ltd | Tokyo Horse Racing Co Ltd | 1:24.6     |
| 第21回日本育馬場盃經典賽     | 第21回日本育馬場盃經典賽     | 第21回日本育馬場盃經典賽     | Mutually       | 雄5  | 吉原寛人                  | 矢野義幸                  | 南關東船橋 |
| 11月3日                      | 金澤競馬場                   | 泥2100米                     | Mutually       | 雄5  | 石瀨丈太郎                | 石瀨丈太郎                | 2:13.1     |
| 第72回全日本兩歲優駿         | 第72回全日本兩歲優駿         | 第72回全日本兩歲優駿         | Dry Stout      | 雄2  | 戶崎圭太                  | 牧浦充德                  | JRA栗東    |
| 12月15日                     | 川崎競馬場                   | 泥1600米                     | Dry Stout      | 雄2  | YGG Horse Club Co Ltd     | YGG Horse Club Co Ltd     | 1:39.2     |
| 第67回東京大賞典             | 第67回東京大賞典             | 第67回東京大賞典             | Omega Perfume  | 雄6  | 杜滿萊                    | 安田翔伍                  | JRA栗東    |
| 12月29日                     | 大井競馬場                   | 泥2000米                     | Omega Perfume  | 雄6  | 原禮子                    | 原禮子                    | 2:04.1     |

### 輓馬・一級賽
| 賽事名             | 賽事名             | 賽事名             | 優勝馬          | 性齢 | 騎手     | 調教師   | 所屬   |
| 月日               | 馬場               | 距離               | 優勝馬          | 性齢 | 馬主     | 馬主     | 時間   |
| ------------------ | ------------------ | ------------------ | --------------- | ---- | -------- | -------- | ------ |
| 第43回帶廣紀念     | 第43回帶廣紀念     | 第43回帶廣紀念     | Oreno Kokoro    | 雄11 | 鈴木惠介 | 槻館重人 | 帶廣   |
| 1月2日             | 帶廣競馬場         | 輓200米            | Oreno Kokoro    | 雄11 | 大森勝廣 | 大森勝廣 | 2:50.9 |
| 第14回天馬賞       | 第14回天馬賞       | 第14回天馬賞       | Memuro Bob Sapp | 雄5  | 阿部武臣 | 坂本東一 | 帶廣   |
| 1月3日             | 帯廣競馬場         | 輓200米            | Memuro Bob Sapp | 雄5  | 竹澤一彥 | 竹澤一彥 | 1:47.1 |
| 第31回英雌盃       | 第31回英雌盃       | 第31回英雌盃       | Fairy Suzu      | 雌7  | 島津新   | 岩本利春 | 帶廣   |
| 2月7日             | 帯廣競馬場         | 輓200米            | Fairy Suzu      | 雌7  | 末松秀義 | 末松秀義 | 2:12.7 |
| 第52回Irene紀念    | 第52回Irene紀念    | 第52回Irene紀念    | Ocean Winner    | 雄3  | 菊池一樹 | 中島敏博 | 帶廣   |
| 3月20日            | 帯廣競馬場         | 輓200米            | Ocean Winner    | 雄3  | 館野龍一 | 館野龍一 | 2:02.0 |
| 第53回輓馬紀念     | 第53回輓馬紀念     | 第53回輓馬紀念     | Hokusho Masaru  | 雄10 | 阿部武臣 | 坂本東一 | 帶廣   |
| 3月21日            | 帶廣競馬場         | 輓200米            | Hokusho Masaru  | 雄10 | 井内紀子 | 井内紀子 | 2:43.4 |
| 第46回輓馬橡樹大賽 | 第46回輓馬橡樹大賽 | 第46回輓馬橡樹大賽 | Sakura Hima     | 雌3  | 渡来心路 | 今井茂雅 | 帶廣   |
| 12月5日            | 帶廣競馬場         | 輓200米            | Sakura Hima     | 雌3  | 城川悟子 | 城川悟子 | 1:31.1 |
| 第50回輓馬打吡     | 第50回輓馬打吡     | 第50回輓馬打吡     | Ocean Winner    | 雄3  | 菊池一樹 | 中島敏博 | 帶廣   |
| 12月29日           | 帶廣競馬場         | 輓200米            | Ocean Winner    | 雄3  | 館野龍一 | 館野龍一 | 1:16.9 |

### 海外賽事
| 賽事名                     | 賽事名                     | 賽事名                     | 賽事名                     | 優勝馬          | 性齡 | 騎師               | 練馬師             | 所屬    |
| 月日                       | 國家/地區                  | 馬場                       | 距離                       | 優勝馬          | 性齡 | 馬主               | 馬主               | 時間    |
| -------------------------- | -------------------------- | -------------------------- | -------------------------- | --------------- | ---- | ------------------ | ------------------ | ------- |
| 第2屆沙特打吡              | 第2屆沙特打吡              | 第2屆沙特打吡              | 第2屆沙特打吡              | 緋緋島主        | 雄3  | 戶崎圭太           | 森秀行             | JRA栗東 |
| 2月20日                    | 沙特阿拉伯                 | 安都拉茲馬場               | 泥1600                     | 緋緋島主        | 雄3  | 木村久子           | 木村久子           | 1:38.57 |
| 第2屆維雅德泥地短途錦標    | 第2屆維雅德泥地短途錦標    | 第2屆維雅德泥地短途錦標    | 第2屆維雅德泥地短途錦標    | 活蹦雀躍        | 雄3  | 布宜學             | 村山明             | JRA栗東 |
| 2月20日                    | 沙特阿拉伯                 | 安都拉茲馬場               | 泥1200                     | 活蹦雀躍        | 雄3  | 小林祥晃           | 小林祥晃           | 1:10.66 |
| 第47屆女皇盃               | 第47屆女皇盃               | 第47屆女皇盃               | 第47屆女皇盃               | 唯獨愛你        | 雌5  | 何澤堯             | 矢作芳人           | JRA栗東 |
| 4月25日                    | 香港                       | 沙田馬場                   | 草2000米                   | 唯獨愛你        | 雌5  | DMM Dream Co Ltd   | DMM Dream Co Ltd   | 2:01.22 |
| 第67屆福伊錦標             | 第67屆福伊錦標             | 第67屆福伊錦標             | 第67屆福伊錦標             | 緣厚情摯        | 雄4  | 杜滿樂             | 大久保龍志         | JRA栗東 |
| 9月12日                    | 法國                       | 巴黎隆尚馬場               | 草2400米                   | 緣厚情摯        | 雄4  | 前田晉二           | 前田晉二           | 2:31.82 |
| 第23屆育馬者盃雌馬草地大賽 | 第23屆育馬者盃雌馬草地大賽 | 第23屆育馬者盃雌馬草地大賽 | 第23屆育馬者盃雌馬草地大賽 | 唯獨愛你        | 雌5  | 川田將雅           | 矢作芳人           | JRA栗東 |
| 11月6日                    | 美國                       | 德爾馬馬場                 | 草11化朗                   | 唯獨愛你        | 雌5  | DMM Dream Co Ltd   | DMM Dream Co Ltd   | 2:13.87 |
| 第38屆育馬者盃雌馬大賽     | 第38屆育馬者盃雌馬大賽     | 第38屆育馬者盃雌馬大賽     | 第38屆育馬者盃雌馬大賽     | Marche Lorraine | 雌5  | 莫艾誠             | 矢作芳人           | JRA栗東 |
| 11月6日                    | 美國                       | 德爾馬馬場                 | 泥9化朗                    | Marche Lorraine | 雌5  | Carrot Farm Co Ltd | Carrot Farm Co Ltd | 1:47.67 |
| 第28屆香港瓶               | 第28屆香港瓶               | 第28屆香港瓶               | 第28屆香港瓶               | 耀滿瓶          | 雄6  | 莫雷拉             | 尾關知人           | JRA美浦 |
| 12月12日                   | 香港                       | 沙田馬場                   | 草2400米                   | 耀滿瓶          | 雄6  | Silk Racing Co Ltd | Silk Racing Co Ltd | 2:27.07 |
| 第35屆香港盃               | 第35屆香港盃               | 第35屆香港盃               | 第35屆香港盃               | 唯獨愛你        | 雌5  | 川田將雅           | 矢作芳人           | JRA栗東 |
| 12月12日                   | 香港                       | 沙田馬場                   | 草2000米                   | 唯獨愛你        | 雌5  | DMM Dream Co Ltd   | DMM Dream Co Ltd   | 2:00.66 |

### 騎師邀請賽
| 賽事名                       | 賽事名                       | 冠軍     | 所屬       |
| 月日                         | 馬場                         | 冠軍     | 所屬       |
| ---------------------------- | ---------------------------- | -------- | ---------- |
| 第19回佐佐木竹見盃騎師大獎賽 | 第19回佐佐木竹見盃騎師大獎賽 | 酒井忍   | 南關東川崎 |
| 1月26日                      | 川崎競馬場                   | 酒井忍   | 南關東川崎 |
| 2021見習騎師系列賽           | 2021見習騎師系列賽           | 飛田愛斗 | 佐賀       |
| 全年舉行                     |                              | 飛田愛斗 | 佐賀       |

## 賽駒獎項

### JRA賞
- 馬王：樂透心（雄3、美浦・鹿戶雄一馬房）
- 最佳2歲雄馬：勝局在望（雄2、栗東・友道康夫馬房）
- 最佳2歲雌馬：Circle of Life（雌2、美浦・國枝榮馬房）
- 最佳3歲雄馬：樂透心（雄3、美浦・鹿戶雄一馬房）
- 最佳3歲雌馬：純淨之輝（雌3、栗東・須貝尚介馬房）
- 最佳4歲及以上雄馬：鐵鳥翱天（雄4、栗東・矢作芳人馬房）
- 最佳4歲及以上雌馬：唯獨愛你（雌5、栗東・矢作芳人馬房）
- 最佳短途馬：放聲歡呼（雌5、美浦・藤澤和雄馬房）
- 最佳泥地馬：宏觀角度（雄4、栗東・高柳大輔馬房）
- 最佳跳欄馬：長山之馬（雄10、美浦・和田正一郎馬房）

### NAR大賞
- 馬王：Mutually（雄5、船橋・矢野義幸馬房）
- 最佳2歲雄馬：Nudge（雄2、門別・田中正二馬房）
- 最佳2歲雌馬：Speedy Kick（雌2・門別・石本孝博馬房）
- 最佳3歲雄馬：Castle Top（雄3、船橋・涉谷信博馬房）
- 最佳3歲雌馬：Cerasus Via（雌3、浦和・小久保智馬房）
- 最佳4歲及以上雄馬：Mutually（雄5、船橋・矢野義幸馬房）
- 最佳4歲及以上雌馬：Salsa Dione（雌7、大井・堀千亞樹馬房）
- 最佳短途馬：從缺
- 最佳草地馬：從缺
- 最佳輓馬：Hokusho Masaru（雄10、帶廣・坂本東一馬房）
- 泥地分級賽特別賞：Casino Fountain（雄5、船橋・山下貴之馬房）
- 特別表彰：Marche Lorraine（雌5、栗東・矢作芳人馬房）

## 人物獎項

### JRA賞
- 冠軍練馬師：矢作芳人（栗東、63勝）
- 最高勝率練馬師：中內田充正（栗東、18.6%勝率）
- 最高獎金練馬師：矢作芳人（栗東、25億1615萬3500日圓獎金）
- 優秀技術練馬師：矢作芳人（栗東）
- 冠軍騎師：李慕華（栗東・自由身、199勝）
- 關東冠軍騎師：橫山武史（美浦・鈴木伸尋馬房、104勝）
- 關西冠軍騎師：李慕華（栗東・自由身、199勝）
- 最高勝率騎師：川田將雅（栗東・自由身、28.5%勝率）
- 最高獎金騎師：李慕華（栗東・自由身、44億5228萬4000日圓）
- 騎師大賞：從缺
- 最有價值騎師：李慕華（栗東・自由身、52點數）
- 冠軍跳欄賽騎師：森一馬（栗東・松永昌博馬房、10勝）
- 冠軍新人騎師：小澤大仁（栗東・松永昌博馬房、31勝）

### NAR大獎
- 冠軍練馬師：打越勇兒（高知、204勝）
- 最高獎金練馬師：小久保智（浦和、6億7150萬5500日圓獎金）
- 最高勝率練馬師：川西毅（名古屋、31.9%勝率）
- 殊勳練馬師獎：從缺
- 冠軍騎師：森泰斗（船橋・自由身、360勝）
- 最高獎金騎師：森泰斗（船橋・自由身、11億8460萬2000日圓獎金）
- 最高勝率騎師：宮村實（高知・打越勇兒馬房、28.2%勝率）
- 優秀新人騎師：飛田愛斗（佐賀・三小田幸人馬房）
- 優秀女性騎師：宮下瞳（名古屋・竹口勝利馬房）、佐佐木世麗（園田・新子雅司馬房）
- 最佳運動精神獎：岡部誠（名古屋・藤崎一人馬房）
- 殊勳騎師獎：從缺
- 特別賞：宮下瞳（名古屋・竹口勝利馬房）、岡田繁幸（JBC協會副主席）

## 頭馬達成記錄

### 騎師
首勝
- 長江慶悟（笠松、1月12日）
- 小澤大仁（阪神、3月6日）
- 永野猛藏（中山、3月6日）
- 松本大輝（中京、3月13日）
- 古川奈穗（阪神、3月13日）
- 永島真奈美（中京、3月14日）
- 角田大和（中京、3月27日）
- 木間塚龍馬（船橋、4月8日）
- 横山琉人（中山、4月10日）
- 佐佐木世麗（園田、4月14日）
- 大山龍太郎（園田、4月15日）
- 菅原涼太（大井、4月15日）
- 長尾翼玖（園田、4月16日）
- 塚本征吾（名古屋、4月19日）
- 西谷凜（新潟、4月25日）
- 岡遼太郎（高知、4月25日）
- 神尾香澄（川崎、5月26日）
- 若杉朝飛（門別、7月28日）
- 加茂飛翔（佐賀、10月2日）
- 青海大樹（園田、12月21日）
- 魚住謙心（中山、12月28日）※僅計算中央頭馬
- 飛田愛斗（中山、12月28日）※僅計算中央頭馬

100勝
- 團野大成（阪神、3月7日）
- 森一馬（中山、3月20日）
- 安藤洋一（大井、4月26日）
- 塚本涼人（水澤、6月1日）
- 平澤健治（東京、6月5日）
- 川又賢治（札幌、6月26日）
- 飛田愛斗（佐賀、6月27日）※僅計算地方頭馬
- 菅原明良（福島、7月17日）
- 藤懸貴志（新潟、7月31日）
- 齋藤新（新潟、10月17日）

200勝
- 横山和生（札幌、6月13日）
- 柴田勇真（金澤、7月27日）
- 小杉亮（船橋、9月4日）
- 石川裕紀人（東京、10月30日）
- 小野楓馬（門別、11月2日）
- 岩田望來（阪神、12月19日）

300勝
- 山田雄大（姬路、2月25日）
- 栗原大河（金澤、3月21日）
- 鈴木太一（金澤、6月8日）
- 黑澤愛斗（門別、8月11日）
- 龜井洋司（門別、11月3日）
- 落合玄太（門別、11月3日）
- 横山武史（中山、12月28日）

400勝
- 友森翔太郎（名古屋、7月22日）
- 橋本直哉（浦和、9月21日）
- 丸山真一（名古屋、12月2日）
- 松本剛志（笠松、12月14日）

500勝
- 柴田大知（中山、1月5日）
- 津村明秀（東京、2月6日）
- 岡村卓彌（高知、3月31日）
- 村上弘樹（名古屋、4月7日）
- 小松丈二（佐賀、5月15日）
- 張田昂（浦和、6月28日）
- 達城龍次（大井、8月5日）
- 渡瀨和幸（園田、8月12日）
- 川島拓（佐賀、9月18日）
- 加藤聰一（名古屋、12月20日）
- 菅原辰德（水澤、12月30日）

600勝
- 大野拓彌（中山、4月11日）
- 池田敦（金澤、4月27日）
- 廣瀨航（園田、5月27日）
- 竹村達也（園田、7月16日）
- 阪野學（門別、8月12日）
- 藤原良一（名古屋、10月20日）
- 中島龍也（金澤、11月28日）

700勝
- 石川倭（門別、7月20日）
- 藤江涉（浦和、7月26日
- 阿部龍（門別、10月14日）

800勝
- 北村友一（阪神、2月27日）
- 松山弘平（中京、3月21日）
- 石川慎將（佐賀、4月2日）
- 高橋悠里（盛岡、7月6日）
- 山田祥雄（名古屋、10月22日）
- 竹吉徹（佐賀、10月31日）

900勝
- 田中純（佐賀、1月23日）
- 堀場裕充（金澤、5月11日）
- 坂口裕一（盛岡、7月25日）
- 三浦皇成（函館、8月1日）
- 本田正重（船橋、8月13日）
- 藤岡佑介（中京、10月2日）

1000勝
- 吉井友彦（笠松、1月7日）
- 吉田隼人（新潟、5月8日）
- 本橋孝太（浦和、5月14日）
- 田辺裕信（新潟、8月1日）
- 和田讓治（大井、8月19日）
- 青柳正義（金澤、8月24日）
- 南郷家全（盛岡、8月30日）
- 藤原幹生（笠松、9月23日）
- 宮下瞳（名古屋、11月18日）

1100勝
- 杜滿萊（中山、4月3日）
- 町田直希（川崎、9月16日）

1200勝
- 柿原翔（名古屋、5月3日）
- 今井貴大（名古屋、6月15日）
- 笹川翼（大井、9月9日）
- 吉田晃浩（金澤、10月4日）

1300勝
- 藤田弘治（金澤、3月15日）
- 桑村真明（門別、5月12日）

1400勝
- 北村宏司（東京、5月22日）
- 石崎駿（船橋、6月25日）

1500勝
- 幸英明（中京、5月16日）
- 高松亮（盛岡、9月12日）
- 山本政聰（盛岡、10月3日）
- 李慕華（阪神、11月21日）

1600勝
- 丹羽克輝（名古屋、1月26日）
- 川田將雅（中京、5月8日）
- 山崎誠士（川崎、9月14日）
- 倉富隆一郎（佐賀、11月14日）

1700勝
- 米倉知（金澤、6月13日）
- 大山真吾（園田、11月23日）

1900勝
- 矢野貴之（船橋、9月30日）

2000勝
- 酒井忍（浦和、6月2日）
- 山本聰哉（盛岡、8月24日）
- 大畑雅章（名古屋、8月31日）
- 倉兼育康（高知、9月20日）
- 服部茂史（門別、10月12日）

2100勝
- 左海誠二（船橋、2月8日）

2200勝
- 關本淳（水澤、6月20日）
- 宮崎光行（門別、7月13日）

2300勝
- 柴田善臣（中山、3月14日）
- 真島大輔（大井、5月18日）

2400勝
- 五十嵐冬樹（門別、7月28日）

2500勝
- 福永祐一（中京、9月26日）
- 松田道明（帯廣、10月9日）
- 御神本訓史（大井、11月19日）

2600勝
- 今野忠成（大井、8月5日）
- 吉原寛人（金澤、11月9日）
- 吉村智洋（園田、12月1日）

2700勝
- 丸野勝虎（名古屋、3月24日）

3000勝
- 鈴木惠介（帶廣、11月29日）

3500勝
- 村上忍（水澤、5月9日）
- 森泰斗（浦和、11月25日）

3600勝
- 向山牧（笠松、10月8日）

4300勝
- 田中學（園田、6月17日）
- 武豐（阪神、10月24日）
- 岡部誠（笠松、11月12日）

4500勝
- 藤本匠（帶廣、9月19日）

5000勝
- 山口勲（佐賀、12月19日）

5600勝
- 川原正一（姫路、3月18日）

### 練馬師
首勝
- 四位洋文（小倉、3月7日）
- 辻野泰之（中山、3月7日）
- 鈴木慎太郎（中京、3月14日）
- 田中克典（中京、3月14日）
- 小林真也（中京、3月21日）
- 杉山佳明（中京、3月27日）
- 畑端省吾（中京、3月28日）
- 永田幸宏（水澤、4月26日）
- 茶木太樹（阪神、5月1日）
- 辻哲英（東京、5月2日）
- 坂井英光（大井、6月7日）
- 赤嶺亮（大井、9月18日）
- 繁田健一（浦和、9月21日）
- 沖田明子（名古屋、9月29日）
- 古澤悟（川崎、12月14日）

100勝
- 小野次郎（中京、1月16日）
- 森田直行（小倉、1月31日）
- 竹下太（名古屋、4月7日）
- 橋口慎介（新潟、4月10日）
- 川島雅人（門別、7月21日）
- 藤原智行（浦和、7月22日）
- 福田真廣（大井、8月18日）
- 佐佐木國明（門別、9月2日）
- 石橋守（中京、9月25日）
- 矢内博（船橋、10月27日）

200勝
- 玉井等（船橋、1月11日）
- 鈴木孝志（中京、1月17日）
- 佐藤裕太（船橋、2月8日）
- 立花伸（大井、2月15日）
- 水野貴史（川崎、4月22日）
- 稻益貴弘（船橋、5月5日）
- 清水英克（新潟、5月23日）
- 山崎裕也（川崎、5月28日）
- 山田信大（川崎、5月28日）
- 小檜山悟（福島、7月11日）
- 久保秀男（川崎、7月30日）
- 吉村圭司（中京、9月19日）
- 栗田徹（東京、10月9日）
- 山下貴之（川崎、10月12日）
- 菊澤隆德（新潟、10月24日）
- 服部利之（阪神、10月31日）
- 牧浦充德（中京、12月11日）

300勝
- 木原一良（中京、1月9日）
- 小島茂之（中山、3月20日）
- 古賀慎明（中山、4月10日）
- 柳井宏之（佐賀、4月17日）
- 尾關知人（東京、4月24日）
- 安部幸夫（名古屋、5月4日）
- 安田武廣（門別、5月5日）
- 林隆之（川崎、5月24日）
- 高橋優子（金澤、6月8日）
- 池田忠好（佐賀、6月13日）
- 鈴木義久（川崎、6月14日）
- 萱野浩二（東京、6月20日）
- 佐野謙二（大井、7月13日）
- 佐宗慶和（大井、8月5日）
- 清水久詞（新潟、8月7日）
- 山中尊德（船橋、9月4日）
- 大橋敬永（笠松、9月23日）
- 柘榴浩樹（川崎、11月8日）
- 野中賢二（阪神、11月20日）
- 武藤善則（中山、12月11日）
- 高野友和（中京、12月11日）
- 小村正也（園田、12月14日）
- 岩戶孝樹（阪神、12月26日）
- 渡邊和雄（大井、12月28日）

400勝
- 南井克巳（小倉、1月16日）
- 森下淳平（大井、3月26日）
- 鋤田誠二（金澤、3月28日）
- 五十嵐忠男（阪神、5月1日）
- 鷹見浩（大井、5月19日）
- 松永幹夫（札幌、6月20日）
- 宗形竹見（大井、12月30日）

500勝
- 大久保龍志（阪神、2月20日）
- 藤岡健一（小倉、3月7日）
- 加藤和義（金澤、4月18日）
- 迫田清美（名古屋、4月21日）
- 堀千亞樹（大井、7月13日）
- 佐藤祐司（盛岡、7月27日）
- 石井勝男（船橋、9月29日）
- 小野望（門別、10月13日）
- 菅原勲（盛岡、10月19日）
- 田島壽一（浦和、10月20日）
- 小西一男（中山、12月19日）

600勝
- 西園正都（新潟、5月2日）
- 友道康夫（中京、5月8日）
- 櫻田康二（水澤、5月24日）
- 米川昇（門別、8月10日）
- 加用正（中京、10月3日）
- 藤田輝信（大井、10月6日）

700勝
- 齊藤敏（浦和、4月1日）
- 矢作芳人（阪神、4月17日）
- 荒山勝德（大井、7月16日）
- 池田孝（川崎、7月31日）
- 檜森邦夫（門別、8月11日）
- 松本隆宏（門別、9月14日）

800勝
- 大垣敏夫（佐賀、1月24日）
- 佐佐木仁（川崎、3月2日）
- 今津博之（名古屋、3月9日）
- 新井清重（船橋、9月27日）
- 後藤正義（笠松、10月8日）
- 山崎尋美（川崎、11月10日）

900勝
- 佐藤雅彦（盛岡、8月23日）
- 音無秀孝（中京、9月12日）
- 新子雅司（園田、11月24日）

1000勝
- 坂口義幸（名古屋、6月2日）
- 林和弘（門別、6月24日）
- 矢野義幸（船橋、7月18日）
- 藤崎一人（名古屋、10月21日）
- 大橋和則（帶廣、10月31日）
- 大島静夫（佐賀、11月13日）

1200勝
- 高橋俊之（金沢、3月16日）

1300勝
- 内田勝義（川崎、3月1日）

1400勝
- 塚田隆男（名古屋、1月1日）
- 田中淳司（門別、9月8日）

1500勝
- 松井浩文（帶廣、7月3日）
- 角川秀樹（門別、7月15日）
- 村上實（盛岡、8月16日）
- 西邑春夫（帶廣、9月12日）
- 平澤芳三（水澤、12月5日）
- 竹下直人（名古屋、12月8日）

1600勝
- 佐佐木由則（水澤、6月14日）
- 堂山芳則（門別、6月24日）
- 小久保智（浦和、9月23日）

1700勝
- 佐藤茂（金沢、4月4日）

1800勝
- 川西毅（名古屋、3月9日）
- 西久保政等（佐賀、7月3日）

2000勝
- 久田守（帶廣、5月9日）
- 九日俊光（佐賀、9月12日）

2200勝
- 真島元德（佐賀、10月24日）

2500勝
- 金田一昌（金沢、10月17日）

3700勝
- 角田輝也（名古屋、8月3日）

## 誕生

### 馬匹
本年誕生的馬匹為2024年經典世代
- 1月19日 - 驍智嬌娃
- 1月24日 - Strauss
- 1月25日 - Amante Bianco
- 1月28日 - 帝國夢
- 2月1日 - 功成珍寶
- 2月3日 - 雪嶺熱點[18]、Ammothyella、Tenka Jo
- 2月6日 - 旭日全球、愛祭典
- 2月7日 - 地球頌
- 2月12日 - 橡木城[19]
- 2月14日 - 潛心鍛煉
- 2月15日 - A Tracks
- 2月16日 - 心傾慕
- 2月17日 - Aigle Noir
- 2月18日 - Seltsam、純魔法
- 2月23日 - 宇宙雨林
- 2月24日 - 百塔意城[20]、精緻磚塔、青春永駐[21]
- 2月26日 - 芳心動、野田巨石
- 2月28日 - 姬驪姐姐
- 3月1日 - 愛蓓麗
- 3月2日 - Di Speranza
- 3月5日 - 甜蜜時刻
- 3月14日 - 皇后徑
- 3月16日 - 名城潮流
- 3月18日 - Saint Honore
- 3月21日 - 遠觀天象
- 3月23日 - Blue Sun
- 3月24日 - 水之輝
- 3月27日 - 六月豪取
- 3月29日 - 粉艷杜鵑
- 3月31日 - Mozu Migikataagari、劍手就位
- 4月1日 - 春星花
- 4月3日 - 再奮力
- 4月4日 - Ask One Time、飆速引擎
- 4月5日 - 傾心
- 4月6日 - 建功業、野田分位、拯救者
- 4月7日 - 野田冰峰
- 4月8日 - Ecoro Bloom
- 4月9日 - 駿天潮城[22]
- 4月11日 - 巨星配對
- 4月12日 - 蕾麗宮[23]、極致
- 4月17日 - 幸運銀幣
- 4月20日 - 名將田原
- 4月25日 - 牽心絆意
- 4月30日 - 真命新帝、詩歌遊子
- 5月8日 - Noble Roger
- 5月14日 - 越野跑
- 5月17日 - Culture Day
- 5月20日 - T O Password

## 死亡

### 馬匹
- 1月17日 - 大洋船
- 1月20日 - King（前稱Katsura Athlete）
- 1月22日 - Tatsu Hagunsei
- 1月26日 - Luxon
- 1月30日 - Meiner David
- 2月17日 - Eishin Sunny
- 2月21日 - Abukuma Poro、Castilla
- 2月27日 - 西沙里奧
- 2月28日 - Tricolore Bleu
- 3月2日 - 森林寶穴
- 3月4日 - Red Aster
- 3月8日 - 新宇宙
- 3月9日 - Boston Harbor
- 3月18日 - Precise End)
- 3月21日 - Miyabi Ranveli
- 4月27日 - 快鈴鹿
- 5月13日 - Meiner Amundsen
- 5月18日 - Sakura Expert、萬寶明月
- 5月25日 - Love Bullet
- 5月30日 - 緬甸皇城
- 6月2日 - Hokusho Masaru
- 6月6日 - 鈴鹿不羈
- 6月16日 - Grandiose
- 6月20日 - 緋緋島主、讚嘆
- 7月2日 - Arazi
- 7月8日 - Mozu Attraction、Came Home
- 7月17日 - 孟加拉虎
- 7月18日 - 名將大道
- 7月20日 - Minnano Hero
- 8月2日 - 名將巨鯨
- 8月12日 - Blue Shotgun
- 8月18日 - 昔日世界、Toshin Blizzard
- 8月19日 - 守諾言
- 8月31日 - 大鳴大放
- 9月6日 - Thanks Note
- 9月8日 - 廣受歡迎
- 9月12日 - 梅雄快奔
- 9月25日 - Minnano Shacho
- 9月27日 - Agnes Gold
- 10月2日 - Courageux Guerrier
- 11月23日 - Tsukuba Azuma O
- 11月28日 - 大和德州
- 12月8日 - 愛麗數碼
- 12月9日 - 真善美
- 12月25日 - Best Actor

### 人物
- 1月7日 - 池永博省（賽馬記者、日經體育前記者）
- 1月12日 - 鴨都拿王子（馬主、育馬者）
- 3月19日 - 岡田繁幸（冠名為「マイネル」之馬主、育馬者、大紅牧場負責人、Thoroughbred Club Ruffian Ltd.前負責人、JBC協會副主席）
- 3月23日 - 橋元幸次（馬主、中京馬主協會會長）
- 6月4日 - 高松邦男（前練馬師）
- 7月18日 - 鈴木七郎（練馬師）
- 8月31日 - 海口義曠（日本中央競馬會前主席）
- 9月4日 - 林和弘（練馬師、北海道練馬師及騎師會會長）
- 9月8日 - 深澤弘（東北放送前賽事評述員、日本放送前賽事評述員）
- 9月13日 - 野村彰彥（前騎師、前練馬師）
- 9月22日 - 笹倉武久（前騎師、前練馬師）
- 9月30日 - 椙山浩一（作曲家、東京競馬場及中山競馬場開場小號作曲者、關東地方一級賽入場曲作曲者）
- 10月20日 - 川口真（作曲家、日本作曲家協会顧問、中京競馬場及小倉競馬場平地賽事開場小號作曲者）
- 12月15日 - 塚田修（地方競馬全國協會主席）
- 12月23日 - 莊野昭彥（冠名為「シヨノ」之馬主、育馬者、函館馬主協會前主席、練馬師莊野靖志之父）